# Francisco Javier Yubero Solanilla
Francisco Javier Yubero (Irun, 21 de gener de 1972 - Sant Sebastià, 22 de setembre de 2005) va ser un futbolista basc. Va jugar de porter i el seu primer equip va ser la Reial Societat.

## Carrera esportiva
Va debutar en la Primera divisió espanyola amb la Reial Societat el 7 de juny de 1992, en un partit contra l'Espanyol, després de tres temporades en el filial blanc-i-blau. Després, va jugar amb el Reial Betis, Mèrida UD, SD Eibar (tres campanyes), Rayo Vallecano, sempre a Segona Divisió.
El jugador ho va passar molt malament els seus últims anys, ja que li van detectar un càncer de fetge i pàncrees. Des de llavors el seu rendiment baixà molt, per la qual cosa va estar passejant-se per diferents equips. Al començament del 2003 va fitxar pel Torredonjimeno CF de Segona B, però al cap de poques setmanes va haver d'abandonar el món del futbol.
El 22 de setembre de 2005 morí a l'edat de 33 anys.

## Clubs
| Club              | Anys        |
| ----------------- | ----------- |
| Reial Societat    | 1992 - 1993 |
| Reial Betis       | 1993 - 1994 |
| Mérida UD         | 1994 - 1995 |
| SD Eibar          | 1995 - 1998 |
| Rayo Vallecano    | 1998 - 1999 |
| Amurrio Club      | 1999 - 2001 |
| Zamora CF         | 2001 - 2002 |
| UD Lanzarote      | 2002 - 2003 |
| Torredonjimeno CF | 2003        |